# Sarrussòfon

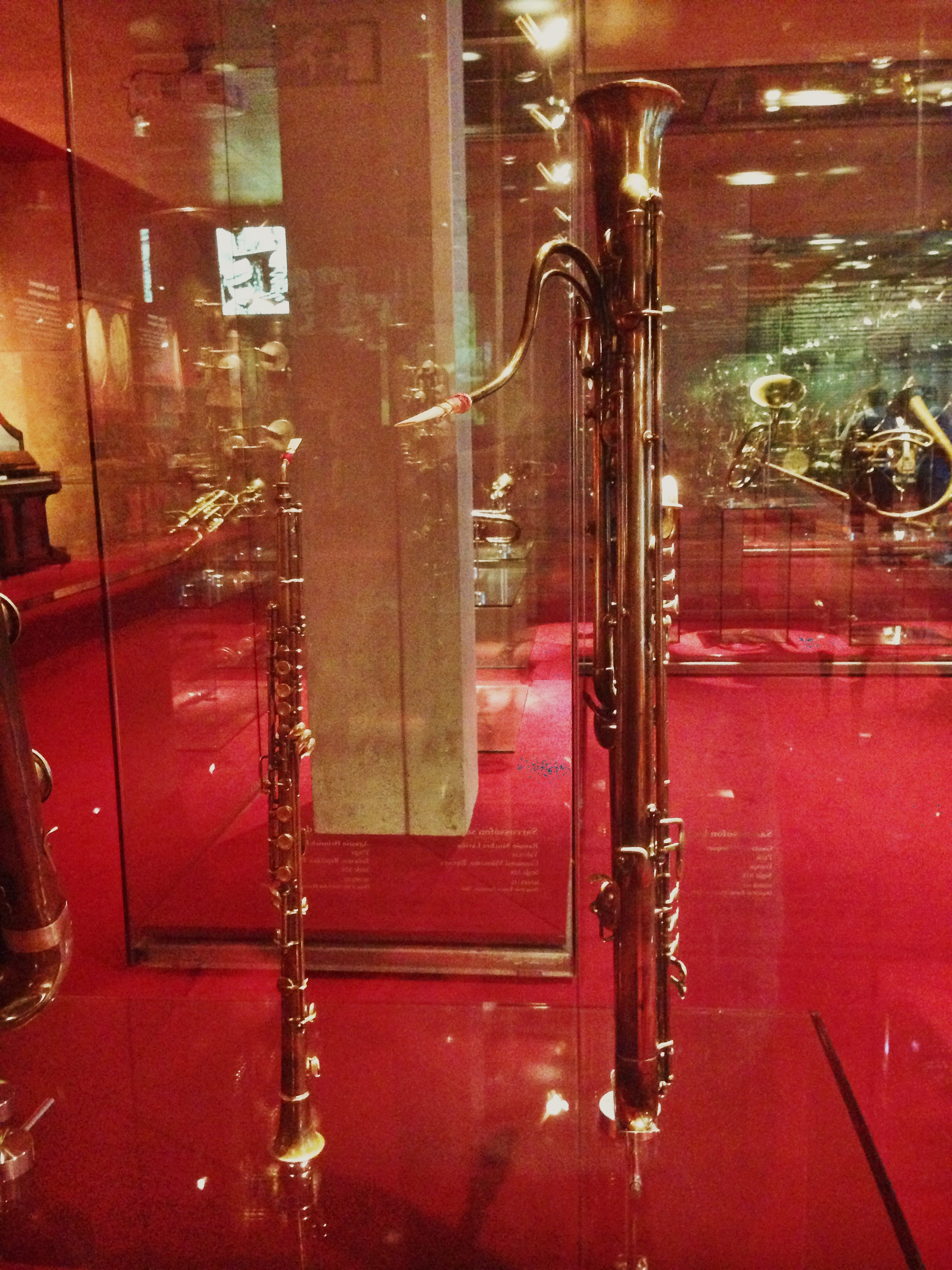
Sarrusòfons al Museu de la Música de Barcelona

El sarrussòfon o sarrusòfon és un aeròfon de llengüeta doble, de la família dels instruments de vent de fusta, amb el tub metàl·lic de secció longitudinal cònica i amb claus. Fou patentat per Pierre-Louis Gautrot l'any 1856, però deu el seu nom al director de banda de l'exèrcit francès Pierre-Auguste Sarrus (1813–1876), qui l'introduí amb la finalitat de substituir els oboès i fagots en els grans conjunts de vent militars del segle xix.
En la classificació de Hornbostel-Sachs és considerat aeròfon de columna (instrument de vent) de doble llengüeta i tub cònic. La família del sarrusòfon té nou membres: sopranino (Mib), soprano (Sib), contralt (Mib), tenor (Sib), baríton (Mib), baix (Sib) i contrabaix (Mib, Do o Sib). Tots ells són instruments transpositors, tenen la partitura en clau de sol i tenen una extensió escrita que va del Sib al Fa5. El sistema de claus es basa en el de Böhm. Els sarrusòfons petits tenen el tub recte, però els grans es torcen sobre si mateixos per reduir al màxim la dimensió global.
Després del seu èxit inicial el sarrusòfon caigué en desús. El més utilitzat fou el sarrusòfon contrabaix en Si bemoll que, en moltes partitures franceses del segle xix, prengué el lloc al contrafagot (d'una sonoritat desequilibrada i una mecànica deficient en aquella època). Va pertànyer a les bandes de música de manera regular fins a començaments del segle xx.